# 多林卡 (薩拉塔區)
45°56′5″N 29°38′38″E / 45.93472°N 29.64389°E
多林卡（烏克蘭語：Долинка）是位於烏克蘭西南部的村莊，由敖德萨州裡比爾霍羅德-德涅斯特羅夫斯基區的薩拉塔市鎮負責管轄。該村始建於1945年，面積0.83平方公里，海拔高度3米，2001年人口873，人口密度每平方公里1,051.81人。